# Koog-Zaandijk
Koog-Zaandijk – stacja kolejowa w Zaanstad, w prowincji Holandia Północna, w Holandii. Stacja została otwarta w 1869.
| Koog-Zaandijk             |  |                                |
| Linia                     |  |                                |
| Wormerveerodległość: 3 km |  | Koog Bloemwijk odległość: 1 km |